# Bandakindapalli, Bagepalli
Bandakindapalli là một làng thuộc tehsil Bagepalli, huyện Kolar, bang Karnataka, Ấn Độ.